# I'll Be Your Baby Tonight
«I'll Be Your Baby Tonight» es una canción del músico estadounidense Bob Dylan, publicada en el álbum de estudio John Wesley Harding. La canción fue grabada en una sola toma en el estudio A de los Columbia Row Studios de Nashville, Tennessee el 29 de noviembre de 1967.

## Versiones
En 1990, Robert Palmer y UB40 publicaron una versión de la canción como sencillo en el Reino Unido y en Europa. También fue incluida en el álbum de Palmer Don't Explain y en el recopilatorio de 1995 The Very Best of. La canción obtuvo un notable éxito al alcanzar el primer puesto en la lista de sencillos de Nueva Zelanda y lograr el top 10 en países como Australia, Suiza, Países Bajos y Austria.
La canción también fue versionada por una larga lista de artistas, entre las que figuran Burl Ives, Emmylou Harris, The Hollies, Linda Ronstadt, George Baker Selection, Rita Coolidge, Graham Bonnet, Maureen Tucker, Judy Rodman, Kaʻau Crater Boys, Bobby Darin, Ian Gillan, Norah Jones y Donna Loren.

## Personal
- Bob Dylan: voz y guitarra
- Peter Drake: pedal steel guitar
- Charlie McCoy: bajo
- Kenneth Buttrey: batería